# Her Bright Skies
Her Bright Skies es un grupo de post-hardcore procedente de Jönköping (Suecia) y surgido en el año 2005.

## Miembros
- Petter "Pete" Nilsson - Guitarra y coros
- Niclas "Nikki" Sjöstedt - Guitarra

### Exmiembros
- Johan "Jaybee" Brolin - Voz
- Albin Blomqvist - Bajo y coros
- Jonas "Mr. X" Gudmundsson - Batería
- Joakim "Jolly" Karlsson - Bajo y coros

## Discografía

### Álbumes
- A Sacrament; Ill City - 2008
- Causing A Scene - 2010
- Rivals - 2012

### EP
- Beside Quiet Waters - 2007
- DJ Got Us Falling In Love - 2012
- Prodigal Son - 2015

### Sencillos y Videografía
- Burn All The Small Towns - 2008
- Little Miss Obvious - 2010
- Ghosts Of the Attic - 2011
- DJ Got Us Fallin' In Love - 2012
- Lovekills - 2012
- Rivals - 2013
- Bonnie & Clyde (The Revolution) - 2014
- Hurt (NIN cover) - 2014
- Bored - 2020